# أبو دليق
أبو دليق قرية تقع شرق النيل وتبعد حوالي 150 كيلو متر تقريبا شرق الخرطوم العاصمة تقع في أقصى حدود ولاية الخرطوم من ناحية الشرق بين أربعة ولايات هي ولاية الخرطوم وولاية نهر النيل وولاية القضارف وولاية الجزيرة. ويبلغ عدد سكانها حوالي 34 ألف نسمة.
يوجد فيها مستشفى أسس في العام 1953 م ويعتبر المستشفى الوحيد بمنطقة البطانة. ولقد أسست أول مدرسة في أبودليق عام 1912م. ويوجد بها مركز للشرطة أسس عام 1910م.
أهم المعالم الطبيعية في أبو دليق خور أبودليق وهو خور موسمي الجريان يتجه من الغرب إلى الشرق، وينبع من منطقة عامرية ويصب في وادي الهواد شرق منطقة التميد وتقع غالبية آبار أبودليق في هذا الخور. ويعرف بعدة أسماء منها ود عامرية والجقجقى وخور أبودليق كما أن طبيعة أرضها شبه صخرية وهي ما تسمى بالدلج أي الأرض الصلدة ذات الرمال المتحجرة المتماسكة ولهذا سميت قديما ب أبودليج نسبة لصلادة التربة ثم حور الاسم لاحقا وبات يطلق عليها أبودليق يعني الأرض الصلدة .
كما توجد بها ثلاثة قباب يراها القادم إليها من بعيد وهي قبة الشيخ طلحة والشيخ علي أبودليق والشيخ بدوي.

## أحياء أبو دليق
حلة الشيخ طلحة، الدليقاب، حلة السوق، الشيخ بدوي، الشيخ علي أبودليق، حلة الشيخ إبراهيم ،شمال الخور، العِديد الإِحِيمِر
العلاماب، فرج، العَكَرات، الشِلْخَة، أم قَشْطِي، الخنجراب، القِرين، عَقَّاب، خلوات الشيخ الزاكي، القرَّاصِيّة.

## النشاط الاقتصادي
التجارة، الزراعة المطرية، تربية الحيوانات من أغنام وإبل وبقر.
هناك أيضاً سوق أبو دليق وله يومان في الأسبوع الأحد والأربعاء، ويأتي إليه عدد كبير من المناطق المجاورة لغرض التسوق، ويعتبر من أكبر أسواق المواشي بمنطقة البطانة.
في الآونة الأخيرة ظهر معدن الذهب شرق أبو دليق مما أسهم في انتعاش حركة التجارة في أبو دليق وتوفير فرص للعمل.
امتدت قبيله البطاحين حتى منطقه البطانه شرق الجزيرة من تمبول والسيال وكثير من قرى شرق الجزيرة ومنها منطقه ود ساقرته.